# Вещиците от Истуик (филм)
„Вещиците от Истуик“ (на английски: The Witches of Eastwick) е американски филм от 1987 г., фентъзи комедия на режисьора Джордж Милър. Сценарият на Майкъл Кристофър е базиран на едноименния роман на Джон Ъпдайк от 1984 г.
В центъра на сюжета са три приятелки в градче в Нова Англия, мечтаещи за идеалния партньор, които неволно развиват свръхестествени способности и призовават мистериозен мъж, оказал се демонично създание, с когото имат любвни връзки и когото с усилия успяват да отстранят. Главните роли се изпълняват от Джак Никълсън, Шер, Сюзън Сарандън и Мишел Пфайфър.

## Актьорски състав
| Актьор            | Роля               |
| ----------------- | ------------------ |
| Джак Никълсън     | Дарил Ван Хорн     |
| Шер               | Александра Медфорд |
| Сюзън Сарандън    | Джейн Спофорд      |
| Мишел Пфайфър     | Суки Риджмонт      |
| Вероника Картрайт | Фелиша Олдън       |
| Ричард Дженкинс   | Клайд Олдън        |

## Награди и номинации
| Награда                              | Категория                           | Номиниран                      | Резултат  |
| ------------------------------------ | ----------------------------------- | ------------------------------ | --------- |
| Награди на филмовата академия на САЩ | Най-добър звук                      | Най-добър звук                 | номинация |
| Награди на филмовата академия на САЩ | Най-добра филмова музика            | Джон Уилямс                    | номинация |
| Награда на БАФТА                     | Най-добри визуални ефекти           | Най-добри визуални ефекти      | награда   |
| Награда „Хюго“                       | Най-добро сценично представяне      | Най-добро сценично представяне | номинация |
| Сатурн                               | Най-добър актьор                    | Джак Никълсън                  | награда   |
| Сатурн                               | Най-добър фентъзи филм              | Най-добър фентъзи филм         | номинация |
| Сатурн                               | Най-добри специални ефекти          | Най-добри специални ефекти     | номинация |
| Сатурн                               | Най-добър сценарий                  | Майкъл Кристофер               | номинация |
| Сатурн                               | Най-добра актриса                   | Сюзън Сарандън                 | номинация |
| Сатурн                               | Най-добра актриса в поддържаща роля | Вероника Картрайт              | номинация |
| Сатурн                               | Най-добра музика                    | Джон Уилямс                    | номинация |